# Euhuascaraya siesta
Euhuascaraya siesta là một loài ruồi trong họ Tachinidae.